# Pipistrel Virus
El Pipistrel Virus es un avión ligero monomotor de dos asientos, fabricado por Pipistrel en Eslovenia e Italia, y vendido como un kit de construcción casera, un ultraligero o un avión deportivo ligero.
Introducido en 1999, basado en el diseño del Pipistrel Sinus, el Virus se ha producido en una serie de variantes con diferentes motores, envergaduras y configuraciones de tren de aterrizaje. Puede equiparse con un sistema de paracaídas de recuperación de emergencia de fuselaje completo.

## Diseño y desarrollo
Es un monoplano voladizo de ala alta con cola en T y frenos de aire, la cabina tiene dos asientos uno al lado del otro y su tren de aterrizaje fijo se puede proporcionar en configuración de triciclo o con rueda trasera. Está disponible en versión de ala larga (12,5 metros de envergadura), propulsada por un motor Rotax 912 de 80 hp (60 kW), o en versión "SW" de ala corta (10,7 metros de envergadura), equipada con varias opciones de motores Rotax 912 y 914.
En abril de 2016, el Virus SW 121 recibió un certificado de tipo completo EASA. El SW 121 funciona con un Rotax 912 S3 y está diseñado para cumplir con los requisitos de EASA para un avión deportivo ligero. Es la primera aeronave con certificación de tipo EASA (sin restricciones, categoría "normal") en la categoría CS-LSA para operaciones VFR nocturnas, giros intencionales y remolque de planeadores. Cuenta con un piloto automático, unidades ADAHRS dobles redundantes y frenos de aire.
En enero de 2022, Pipistel anunció una nueva variante del SW 121, denominada comercialmente Explorer. La nueva variante, también con certificación de tipo EASA, presenta una nueva aviónica con pantalla táctil y un sistema háptico de advertencia de pérdida, entre otros equipos.
El Pipistrel Virus voló por primera vez el 10 de agosto de 1999. La producción comenzó el 20 de enero de 2000. El desarrollo de la versión de ala corta comenzó en 2007. La producción del Virus SW comenzó en 2008. El Virus ganó el premio Personal Air Vehicle 2007 de la NASA (PAV) y el Desafío de Tecnología de Aviación General (GAT) de 2008.

## Variantes
Virus 912
Versión inicial potenciada por un motor Rotax 912 UL de 80 HP.
Virus SW 80
Versión con envergadura reducida
Virus SW 80 Garud
Variante especial de Virus SW 80 desarrollada para el Ministerio de Defensa de la India en 2015. 194 unidades fueron fabricadas y entregadas en septiembre de 2019
Virus SW 100
Versión de envergadura reducida y potenciada por un motor Rotax 912 ULS de 100 HP.
Virus SW 100 iS
Versión equipada con un motor Rotax 912 iS con inyección directa de combustible y una unidad de gestión electrónica del motor.
Virus SW 115
Versión equipada con motor turbocargado Rotax 914 UL.
Virus SW 121
Modelo con certificado de tipo EASA en la categoría CS-LSA. Versión de ala corta propulsada por un motor Rotax 912 S3 de 100 hp.
Virus SW 600D
Basado en el SW 121 pero con un motor Rotax 912 ULS de 100 hp, es el primer avión certificado bajo las nuevas reglas alemanas LTF-UL2019 para la categoría de ultraligeros de 600 kg.
Virus SW 128 (Velis Electro)
Primer avión eléctrico en obtener la certificación, de EASA el 10 de junio de 2020. Propulsado por un motor eléctrico de 76 HP desarrollado con Emrax, ofrece una carga útil de 170 kg, una velocidad de crucero de 90 nudos (170 km / h) , y una autonomía de 50 min.
Virus SW 121A (Explorer)
Variante del SW 121 con certificación de tipo EASA con aviónica de pantalla táctil y un sistema háptico de advertencia de pérdida.

## Especificaciones
Datos de
| Características generales       | Virus 912                         | Virus SW 80                       | Virus SW 100                        | Virus SW 100 iS                    | Virus SW 121            | Virus SW 121A           |
| ------------------------------- | --------------------------------- | --------------------------------- | ----------------------------------- | ---------------------------------- | ----------------------- | ----------------------- |
| Tripulación                     | 1                                 | 1                                 | 1                                   | 1                                  | 1                       | 1                       |
| Capacidad                       | 1 pasajero                        | 1 pasajero                        | 1 pasajero                          | 1 pasajero                         | 1 pasajero              | 1 pasajero              |
| Longitud                        | 6.5 m                             | 6.5 m                             | 6.5 m                               | 6.5 m                              | 6.45 m                  | 6.42 m                  |
| Envergadura                     | 12.46 m                           | 10.71 m                           | 10.71 m                             | 10.71                              | 10.7 m                  | 10.7 m                  |
| Altura                          | 1.85 m                            | 1.85 m                            | 1.85 m                              | 1.85 m                             | 2.06 m                  | 1.9 m                   |
| Superficie alar                 | 11.0 m²                           | 9.51 m²                           | 9.51 m²                             | 9.51 m²                            | 9.51 m²                 | 9.51 m                  |
| Peso máximo al despegue         | 544 kg                            | 600 kg                            | 600 kg                              | 600 kg                             | 600 kg                  | 600 kg                  |
| Peso vacío                      | 284 kg                            | 287 kg                            | 289 kg                              | 292 kg                             | 349 kg                  | 371 kg                  |
| Capacidad de combustible        | 100 l                             | 100 l                             | 100 l                               | 100 l                              | 100 l                   | 100 l                   |
| Planta motriz                   | 1 × Rotax 912 UL 80 HP @ 5800 rpm | 1 × Rotax 912 UL 80 HP @ 5800 rpm | 1 × Rotax 912 ULS 100 HP @ 5800 rpm | 1 × Rotax 912 iS 100 HP @ 5800 rpm | 1 × Rotax 912 S3 100 HP | 1 × Rotax 912 S3 100 HP |
| Rendimiento                     |                                   |                                   |                                     |                                    |                         |                         |
| Velocidad de crucero            | 225 km/h                          | 246 km/h                          | 273 km/h                            | 273 km/h                           | 222 km/h                | 222 km/h                |
| Velocidad nunca excedida        | 249 km/h                          | 302 km/h                          | 302 km/h                            | 302 km/h                           | 302 km/h                | 302 km/h                |
| Velocidad de entrada en pérdida | 72 km/h                           | 79 km/h                           | 79 km/h                             | 79 km/h                            | 93 km/h                 | 98 km/h                 |
| Alcance                         | 1,150 km                          | 1,650 km                          | 1,450 km                            | 1,720 km                           | 1,189 km                | 1,189 km                |
| Autonomía                       | 5.7 h                             | 6.9 h                             | 5.3 h                               | 6.4 h                              | 5.6 h                   | 5.6 h                   |
| Techo de vuelo                  | 8,100 m                           | 6,200 m                           | 6,800 m                             | 6,800 m                            | 4,877 m                 | 5,486 m                 |
| Régimen de ascenso              | 6.2 m/s                           | 6.1 m/s                           | 8.4 m/s                             | 8.4 m/s                            | 5.33 m/s                | 5.33 m/s                |
| Fuerzas G                       | +4.0/-2.0                         | +4.0/-2.0                         | +4.0/-2.0                           | +4.0/-2.0                          | +4.0/-2.0               | +4.0/-2.0               |
| Carrera de despegue             | 90 m                              | 140 m                             | 95 m                                | 95 m                               | 160 m                   | 160 m                   |